# Macrolaimus natator
Macrolaimus natator är en rundmaskart. Macrolaimus natator ingår i släktet Macrolaimus och familjen Panagrolaimidae. Inga underarter finns listade i Catalogue of Life.